# Poraniomorpha tumida
Poraniomorpha tumida är en sjöstjärneart som först beskrevs av Anton Julius Stuxberg 1878.  Poraniomorpha tumida ingår i släktet Poraniomorpha och familjen kuddsjöstjärnor. Inga underarter finns listade i Catalogue of Life.